# Jackson Samurai
Jackson Van Riel Dalcanal, mais conhecido como Jackson Samurai, ou simplesmente Jackson (Não-Me-Toque, 26 de setembro de 1989), é um jogador de futsal brasileiro que atua como ala-esquerdo. Atualmente joga pelo Joinville/Krona.

## Carreira
No currículo, depois de passar pelo Joinville/Krona em 2007, passou pelo Atlântico Futsal (2007 a 2009), Santos (2009 a 2012), Corinthians (2013), Intelli (2013 a 2016) e desde o início de 2017 está no Joinville/Krona. Foi o melhor ala-esquerdo da Liga Nacional de Futsal, em 2015.

### JEC Futsal
Em 2017, Jackson foi repatriado pelo Joinville/Krona, depois de 10 anos.

“É um prazer retornar a Joinville, time no qual fui revelado. Muito feliz por voltar depois de nove anos. Acredito que com a base forte deste ano e os reforços vamos fazer um grande ano”— Disse Jackson que atuará com a camisa 2.

## Títulos
Joinville/Krona
- Liga Nacional de Futsal: 2017

Santos
- Liga Nacional de Futsal: 2011

Corinthians
- Liga Paulista de Futsal: 2013

Intelli
- Copa Libertadores de Futsal: 2013

Seleção Brasileira de Futsal
- Grand Prix de Futsal: 2011
- Copa América de Futsal: 2011, 2014, 2016

### Prêmios individuais
- Melhor ala esquerdo Liga Paulista de Futsal: 2015
- Melhor ala esquerdo da Liga Nacional de Futsal: 2015